# Nigrische Allianz für Demokratie und Fortschritt
Die Nigrische Allianz für Demokratie und Fortschritt (französisch: Alliance nigérienne pour la démocratie et le progrès-Zaman Lahiya, Kürzel: ANDP-Zaman Lahiya) ist eine politische Partei in Niger.

## Ausrichtung
Die Nigrische Allianz für Demokratie und Fortschritt gilt als traditionalistische Partei, die ethnisch bei den Zarma der Stadt Dosso verwurzelt ist. Ihre beiden ersten Parteivorsitzenden Adamou Moumouni Djermakoye und Moussa Moumouni Djermakoye entstammten einer Seitenlinie der Zarmakoye (Djermakoye), des traditionellen Herrscherhauses der Zarma von Dosso. Zaman Lahiya, der Beiname der Partei, kommt aus der Sprache Hausa und bedeutet „in Frieden leben“.

## Geschichte

### Zweite Republik
Die Nigrische Allianz für Demokratie und Fortschritt wurde am 27. Februar 1992 gegründet. Sie entstand als Abspaltung von der Nationalen Bewegung der Entwicklungsgesellschaft (MNSD-Nassara) und geht auf den Klub der Freunde von Adamou Moumouni Djermakoye (französisch: Club des Amis de Moumouni Adamou Djermakoye, Kürzel: CAMAD) zurück, der 1991 innerhalb des MNSD-Nassara Adamou Moumouni Djermakoye bei dessen Bemühungen unterstützte, Parteivorsitzender zu werden, sich aber gegen Mamadou Tandja nicht durchsetzen konnte.

### Dritte Republik
Bei den Präsidentschaftswahlen von 1993 gewann Mahamane Ousmane von der Nigrischen Partei für Demokratie und Sozialismus (PNDS-Tarayya), Adamou Moumouni Djermakoye wurde Vierter. Bei den Parlamentswahlen von 1993 erhielt die ANDP-Zaman Lahiya zwölf der 83 Sitze in der Nationalversammlung. Sie war unter anderem mit dem PNDS-Tarayya und der CDS-Rahama in der Neun-Parteien-Koalition Allianz der Kräfte des Wandels verbunden, das mit 50 Abgeordneten in der Nationalversammlung vertreten war und den MNSD-Nassara von der Macht verdrängte. Adamou Moumouni Djermakoye wurde Präsident der Nationalversammlung, was er bis 1994 blieb.
Bei den Parlamentswahlen von 1995 verlor die ANDP-Zaman Lahiya drei Mandate und war nunmehr mit neun von 83 Sitzen in der Nationalversammlung vertreten. Als der PNDS-Tarayya die Allianz der Kräfte des Wandels verließ und sich mit dem MNSD-Nassara verbündete, schloss sich auch die ANDP-Zaman Lahiya diesem Schritt an.

### Vierte Republik
Staatspräsident Mahamane Ousmane wurde 1996 durch einen Staatsstreich von Ibrahim Baré Maïnassara gestürzt, der sich bei den Präsidentschaftswahlen von 1996 zu dessen Nachfolger wählen ließ. Dem Präsidentschaftskandidaten Adamou Moumouni Djermakoye brachte das offizielle Wahlergebnis einen fünften (und letzten) Platz ein. In der Übergangsregierung unter Premierminister Boukary Adji war die ANDP-Zaman Lahiya mit Arbeitsminister Seïni Ali Gado vertreten. Anders als die meisten anderen Parteien boykottierte die ANDP-Zaman Lahiya die Parlamentswahlen von 1996 nicht und wurde mit acht von 83 Sitzen erneut in die Nationalversammlung gewählt. Bald wandte sie sich aber von den autoritären Plänen Ibrahim Baré Maïnassaras ab, der 1999 bei einem Staatsstreich den Tod fand.

### Fünfte Republik
Die Präsidentschaftswahlen von 1999 brachten dem MNSD-Nassara-Kandidaten Mamadou Tandja den Sieg ein. Adamou Moumouni Djermakoye wurde Fünfter. Bei den Parlamentswahlen von 1999 trat die ANDP-Zaman Lahiya als Bündnispartner des PNDS-Tarayya auf, allerdings ging auch hier das Lager des MNSD-Nassara als Sieger hervor. Die ANDP-Zaman Lahiya konnte nur noch vier der 83 Parlamentssitze gewinnen und wurde damit erstmals in ihrer Geschichte zur kleinsten in der Nationalversammlung vertretenen Partei. Die Präsidentschaftswahlen von 2004 wurden wieder von Mamadou Tandja (MNSD-Nassara) gewonnen und Adamou Moumouni Djermakoye landete erneut auf dem fünften Platz.
Bei den Parlamentswahlen von 2004 wechselte die ANDP-Zaman Lahiya auf die Seite des auch hier erfolgreichen MNSD-Nassara und erhielt fünf von 113 Sitzen in der Nationalversammlung. Der Parteigründer Adamou Moumouni Djermakoye starb im Juni 2009.

### Sechste Republik
Als Staatspräsident Tandja und sein MNSD-Nassara zunehmend autoritäre Tendenzen zeigten, schloss sich die vorübergehend führungslose ANDP-Zaman Lahiya einem Oppositionsbündnis an, das die Parlamentswahlen von 2009 boykottierte. Staatspräsident Mamadou Tandja wurde im Februar 2010 bei einem Staatsstreich gestürzt. Im Juni 2010 wurde Adamou Moumouni Djermakoyes Bruder Moussa Moumouni Djermakoye zum neuen Parteivorsitzenden der ANDP-Zaman Lahiya gewählt.

### Siebte Republik
Die von Mahamadou Issoufou (PNDS-Tarayya) gewonnenen Präsidentschaftswahlen von 2011 brachten Moussa Moumouni Djermakoye den sechsten Platz ein. Bei den Parlamentswahlen von 2011 ging die ANDP-Zaman Lahiya wieder ein Bündnis mit dem diesmal siegreichen PNDS-Tarayya ein. Die Partei war seitdem mit acht der 113 Sitze in der Nationalversammlung vertreten. Sie schloss sich im selben Jahr mit 32 weiteren politischen Parteien und Gruppierungen in einer Allianz zusammen, die sich auf gemeinsame Grundsätze verständigte und zusagte, die Regierung Mahamadou Issoufous bei ihren Vorhaben zu unterstützen.
Bei den Parlamentswahlen von 2016 gewann die ANDP-Zaman Lahiya vier von 171 Sitzen in der Nationalversammlung. Bei den Präsidentschaftswahlen von 2016 unterstützte sie den erneut siegreichen Amtsinhaber Mahamadou Issoufou. Im November 2017 starb auch Moussa Moumouni Djermakoye. Die Interimsführung der bald in sich zerstrittenen Partei übernahm der stellvertretende Vorsitzende Sani Ousmane, bis im September 2018 Bergbauminister Moussa Hassane Barazé zum neuen Parteivorsitzenden gewählt wurde. Der General im Ruhestand Mounkaïla Issa, der sich erfolglos um die Nachfolge Moussa Moumouni Djermakoyes bemüht hatte, gründete Anfang 2019 mit dem Nigrischen Bündnis für Demokratie und Frieden (RNDP Aneima Banizoumbou) seine eigene Partei.
Aus den Parlamentswahlen von 2020 ging die Nigrische Allianz für Demokratie und Fortschritt mit drei von 171 Sitzen in der Nationalversammlung hervor. Bei den Präsidentschaftswahlen von 2020 trat Moussa Hassane Barazé für die Partei an und wurde mit 2,4 % der Wählerstimmen achter von 30 Bewerbern um das höchste Amt im Staat.